# Черняєвське сільське поселення (район імені Лазо)
Черня́євське сільське поселення (рос. Черняевское сельское поселение) — сільське поселення у складі району імені Лазо Хабаровського краю Росії.
Адміністративний центр — село Черняєво.

## Населення
Населення сільського поселення становить 1450 осіб (2019; 1731 у 2010, 1935 у 2002).

## Склад
До складу сільського поселення входять:
| Населений пункт  | Населення, осіб (2002) | Населення, осіб (2010) |
| ---------------- | ---------------------- | ---------------------- |
| Аргунське, село  | 22                     | 4                      |
| Кіїнськ, село    | 706                    | 580                    |
| Невельське, село | 90                     | 79                     |
| Черняєво, село   | 1117                   | 1068                   |